# Beverwijk vasútállomás
Beverwijk vasútállomás vasútállomás Hollandiában, Beverwijk községben, Velsen-Noord településen.

## Vasútvonalak
Az állomást az alábbi vasútvonalak érintik:
- Haarlem–Uitgeest-vasútvonal

## Kapcsolódó állomások
A vasútállomáshoz az alábbi állomások vannak a legközelebb:
- Heemskerk vasútállomás
- Driehuis vasútállomás